# Cicadelle de la pomme de terre
Empoasca fabae
Espèce
La cicadelle de la pomme de terre (Empoasca fabae) est une espèce d'insectes hémiptères de la famille des Cicadellidae qui est un ravageur de la pomme de terre, mais également d'autres cultures importantes économiquement comme la luzerne, le pommier, les fraisiers, le haricot, le soja... En dehors des espèces cultivées le nombre d'espèces végétales hôtes de cet insecte est très important. Selon une étude, la liste des plantes-hôtes comprend 220 espèces réparties en 100 genres et 26 familles, dont 62 % des espèces pour la seule famille des Fabaceae.
Ce sont de petits insectes (les adultes mesurent 3 mm de long), ailés, sauteurs, piqueurs-suceurs, qui se nourrissent en suçant la sève des feuilles. Ce faisant ils injectent dans la plante une toxine qui bloque la circulation de la sève dans le système vasculaire et provoque un dessèchement localisé, la « brûlure de la cicadelle », et en cas d'attaques importantes, un affaiblissement de la plante et une perte de rendement.

## Synonymes
Selon EOL (1er nov 2013) :
- Empoa albopicta Forbes, 1884
- Chloroneura malifica Ball, 1924
- Empoasca viridiscens Osborn, 1921
- Empoasca viriedescens Johnson & Ledig, 1918
- Empoasca malis DeLong, 1916
- Empoasca flavescens Gillette, 1898	 Misapplied name
- Empoa albipicta Osborn, 1892
- Empoasca fabae Woodworth, 1889
- Empoasca fobae Bird, 1930
- Tettigonia mali Baron, 1853
- Empoasca nabae de Sebra, 1939
- Tettigonia fabae Harris, 1841
- Empoasca viridescens Walsh, 1862
- Erythroneura fabae Fitch, 1851
- Empoasca abae Wheeler, 1942
- Chloroneura malefica Walsh, 1862
- Empoasca consobrina Walsh, 1862
- Typhlocyba fabae Walker, 1851
- Empoasca fabae DeLong, 1931
- Empoa fabae Walsh, 1862